# Аероп II
Аерoп II (старогрчки: Αεροπος, романизовано: Aéropos), син Пердике II, био је краљ Македоније од 398/7. до своје смрти од болести у јулу или августу 394/3. п. н. е. Прво је владао као старатељ за свог младог нећака Ореста када је Архелај умро 400/399. п. н. е. Међутим, Диодор извјештава да је Аероп убио Ореста три године касније, али је такође могуће да је он једноставно добио подршку македонског племства. Као краљ узео је име Архелај. Аероп је имао сина по имену Паузанија, али га је наслиједио Аминта II, син његовог праујака Менелаја.
Двије традиције говоре о томе како је Аероп био задивљен или безобразлуком или лукавством лакедемонског краља Агесилаја, дозвољавајући његовој војсци слободан пролаз кроз Македонију након њиховог похода на Азију.
Међу научницима постоји мишљење мањине да је Аероп био линкестски принц, а не Аргејски, који се оженио у династији, што му је омогућило касније да постане регент за Ореста. Међутим, већина историчара вјерује да је Аероп био Пердикин син и самим тим члан династије.